# Tschechische Badminton-Mannschaftsmeisterschaft 2004
Die Tschechische Badminton-Mannschaftsmeisterschaft der Saison 2003/2004 gewann das Team von BK 1973 Deltacar Benátky nad Jizerou.

## Endstand
| Platz | Mannschaft                           | Spiele | Siege | Remis | Niederlagen | Spielverh. |
| ----- | ------------------------------------ | ------ | ----- | ----- | ----------- | ---------- |
| 1.    | BK 1973 Deltacar Benátky nad Jizerou | 12     | 11    | 1     | 0           | 80-16      |
| 2.    | Sokol Radotín Meteor OTEC Praha      | 12     | 8     | 3     | 1           | 65-31      |
| 3.    | Sokol Dobruška                       | 12     | 7     | 3     | 2           | 65-34      |
| 4.    | USK CAC Plzeň                        | 12     | 4     | 2     | 6           | 49-47      |
| 5.    | ČKD Kompresory Praha                 | 12     | 4     | 1     | 7           | 36-60      |
| 6.    | Slávia TU Liberec                    | 12     | 2     | 2     | 8           | 32-64      |
| 7.    | SK Badminton Přerov                  | 12     | 0     | 0     | 12          | 12-84      |